# 小児自慰
小児自慰（しょうにじい）は、生後数か月から小学生くらいの小児が行う自慰。幼児自慰、幼児オナニー、性器いじりなどとも呼ぶ。

## 概要
思春期以降のオナニーと異なり、例えば痒いのでいじったら快感がある（性器周辺には神経末端が集中する）ことに気付く、などがきっかけとなり習慣化する場合が多い。性器を手で触るほか、脚をすり合わせる、腰を動かす、物に擦りつけるなどのやり方がある。気晴らしの一種で性的な意味合いはなく、「気持ちいいことに気がついた」「なんとなく」といった動機で行う癖のようなものである。
産婦人科医の宋美玄によると、家庭環境や育て方とは何の因果関係もない（朝日新聞の記事による）。また、正確な統計はないが女児の方に多いと言われている。公認心理師の荒谷純子も「男の子が性器に触れてるのを見ても親は“そんなものかな”と見過ごせても、幼い娘が自慰をしている姿を見るのはショックが大きいのでしょう。男の子よりも女の子の方が性器に触れていることが多いわけではないと思います」とネットニュースの取材に答えている。
これも子どもの成長過程のひとつで、自我の形成に重要な役割を果たすとも言われている。無理にやめさせる必要はない。むしろ、大人が強く叱ることにより性に対する罪悪感や偏見を植え付けないように注意が必要である（情緒不安定の原因となる）。小児自慰を否定することは「性のタブー視」に繋がり、将来の性問題の管理にも影響が出る恐れがあるので、子どもか質問してきたら、責めることなく答えるのが望ましい。また、性教育講師・のじまなみは、「子どもの自慰は性教育に触れるチャンスなので、これを機に性についてタブーなく話し合ってみてほしい」と述べる。

## 望まれる対応
小児自慰は珍しいものではなく、恥ずかしいものでもいやらしいものでもない。ただ、人前でするようになったり、危険な方法や道具を使っている場合は、他の人のいないところで、身体の清潔を保った状態でするように指導すると良い。まず最初に、親が性器の状態を確認し、痒くないか、痛くないかを聞いたうえで、人前ではせずに一人になれる場所と時間を確保すること、（感染症の問題があるため）不潔な手でしないこと、床や机の角などでにこすりつけさせないように指導すべきである。
その他、自慰自体に問題はないが、他人に触られるのは性被害である。知識のない幼児は自分が性被害に遭っていると認識できないこともある。性被害に遭わない子供に育てるべく各家庭での性教育が望まれる。性教育者のメリッサ・カーネギーも、ハフポストUS版の取材に対し「子供たちが自由に自分の体を探ることができると、彼らは自己意識を発達させることができる。それにより、危険な接触が起きた時にそれを見分ける用意ができる」と語っている。